# باتلر (نيويورك)
باتلر (بالإنجليزية: Butler, New York)‏ هي بلدة أمريكية تقع في الولايات المتحدة في مقاطعة وين، نيويورك. يقدر عدد سكانها بـ 2,277 نسمة ومساحتها 96.2 كم2 وترتفع عن سطح البحر 121 متر.